# Демократическая армия Греции
Демократи́ческая а́рмия Гре́ции (ДАГ) (греч. Δημοκρατικός Στρατός Ελλάδας, ΔΣΕ) — вооружённые силы Коммунистической партии Греции во время гражданской войны 1946-49 годов. Явились организационной преемницей Народно-освободительной армии Греции, сражавшейся с немецкими, болгарскими и итальянскими оккупантами и местными коллаборационистами в годы Второй мировой войны. Выступала с антифашистских и антимонархических позиций (слово δημοκρατία по-гречески обозначает и демократию, и республику). Численность составляла до 50 000 бойцов. Руководители — Никос Захариадис и Маркос Вафиадис.

Дислокация частей ДАГ

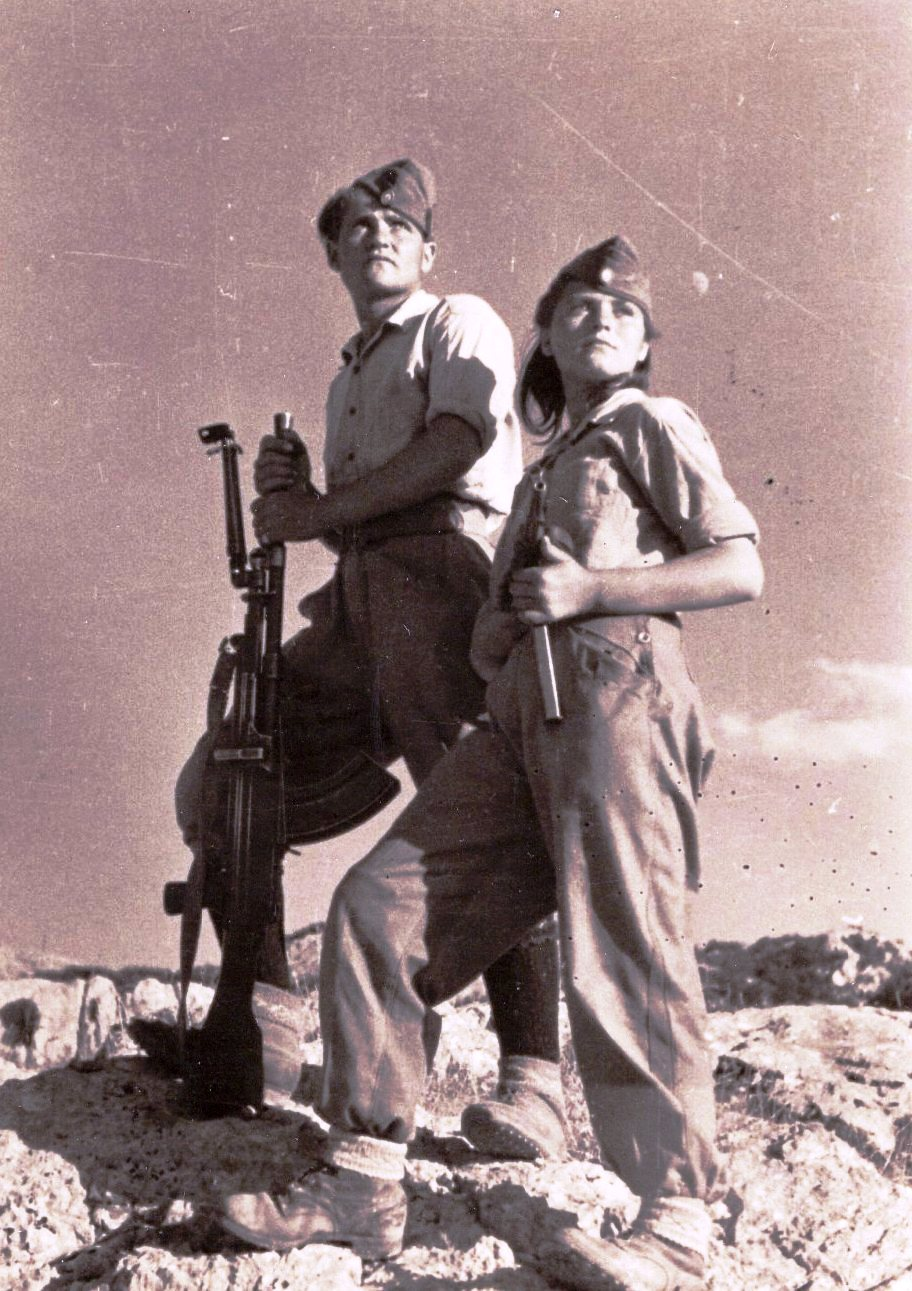
Бойцы ДАГ

Флаг ДАГ

## История
После освобождения Греции от оккупации стран Оси и Варкизского соглашения, по которому ЭЛАС, главная партизанская армия Греции, согласилась на разоружение, начались преследования левых и коммунистов различными антикоммунистическими группами, число которых доходило до 166. К 31 марта 1946 года по всей стране были убиты 1289 коммунистов, число заключенных по подозрению в коммунистическом движении превысило 30 000 человек. Поэтому после второго съезда КПГ в феврале 1946 года по всей Греции было сформировано около 250 отрядов самообороны. Большинство ополченцев были бывшими бойцами ЭЛАС. С апреля по июнь 1946 года бойцы отрядов самообороны приняли участие в 72 боестолкновениях, в основном против греческой жандармерии и антикоммунистических отрядов.
О создании Демократической армии Греции было объявлено 28 октября 1946 года. Возглавил ДАГ Маркос Вафиадис. В мае 1947 г. генеральный секретарь КПГ Н. Захариадис на советском самолёте прилетел в Москву и передал две записки о потребностях ДАГ. Он заверял, что в случае адекватной помощи со стороны СССР Демократическая армия уже в 1947 г. добьется серьезных успехов, которые позволят взять под контроль повстанцев северную часть страны. И. Сталин пообещал материальную и дипломатическую помощь греческим коммунистам. СССР и СФРЮ начали поставлять ДАГ оружие, включая малокалиберные артиллерийские орудия.
В декабре 1947 г. на контролируемой повстанцами территории было создано Временное демократическое правительство во главе с командующим ДАГ, членом Политбюро ЦК КПГ Маркосом Вафиадисом («генералом Маркосом»).
По данным источников ДАГ, всего в партизанской борьбе, которую вели компактные подразделения, приняли участие около 50 тысяч бойцов. Около 25 000 человек погибли в боях, умерли от ран или были убиты. Максимальная численность партизанских отрядов достигала 35 тысяч воинов, организованных в 9 дивизий и более мелкие отряды. Это произошло в первой половине 1948 года. В то время ДАГ фактически контролировала большую часть территории страны. В первый период войны большую часть партизан составляли беженцы от волны репрессий — люди, подозреваемые в поддержке левых и широко преследуемые ветераны бывшей ЭЛАС. 30% военнослужащих составляли женщины. Офицерскую школу Генерального штаба окончил 2751 партизан. Погибло примерно 20-25% офицерского состава ДАГ.
На заключительном этапе боевых действий, проходивших у северных границ Греции, примерно 40% войск ДАГ составляло местное славяноязычное население (в основном македонцы и славяноязычные греки). Годными к службе в ДАГ считались люди с 14 лет; детей также использовали для постоянного ухода за ранеными. На протяжении всей войны подавляющее большинство бойцов ДАГ составляли очень молодые люди.
Но, несмотря на поставки вооружений через Югославию, Албанию и Болгарию, ДАГ продолжали испытывать недостаток в боеприпасах и артиллерии в условиях усиления нажима со стороны правительственных войск и правых военизированных организаций, оснащённых всем необходимым и обученных США и Великобританией.
К началу 1949 г. советское руководство окончательно убедилось в бесперспективности повстанческого движения в Греции, и в апреле 1949 г. ЦК ВКП(б) дал прямое указание руководству КПГ прекратить гражданскую войну. Одновременно советская военная помощь ДАГ была резко сокращена. В начале мая 1949 г. СССР начал переговоры с США по урегулированию греческого кризиса.
Несмотря на изменение советской позиции, КПГ продолжила вооруженную борьбу. Однако в августе 1949 г. ДАГ потерпела окончательное поражение.
В течение сентября 1949 года все уцелевшие бойцы ДАГ и члены их семей (8571 мужчин, 3401 женщин и 28 детей) были вывезены в СССР через албанские порты. По прибытии в Поти они были вывезены под Ташкент, где для них было срочно организовано 14 жилых городков (см. статью Греческий городок). Ещё до этого, в 1948 году тысячи детей бойцов ДАГ были вывезены в специально организованные для них детсады социалистических стран, и только в 1954 году они смогли соединиться со своими родителями.

## Судьба бывших членов ДАГ
Бывшие бойцы ДАГ и члены их семей получили возможность вернуться на родину только после падения в Греции диктатуры «Чёрных полковников» в 1974 году. Многие же дети политэмигрантов переехали на родину только в 1990-е годы.

## Присяга
Текст присяги представляет собой клятву, которую члены Демократической армии Греции должны были принять и соблюдать. При вступлении в организацию член давал клятву.

Я, дитя народа Греции и боец ДАГ, клянусь сражаться с оружием в руках, проливать свою кровь и отдать свою жизнь, чтобы изгнать последнего иностранного оккупанта с земли моей родины. Уничтожить все следы фашизма. Обеспечивать и защищать национальную независимость и территориальную целостность моей Родины. Обеспечивать и защищать демократию, честь, труд, собственность и прогресс моего народа.
Клянусь быть хорошим, храбрым и дисциплинированным солдатом, выполнять все приказы начальства, соблюдать все положения устава и хранить тайны ДАГ.
Я клянусь быть образцом хорошего поведения по отношению к народу, носителем и вдохновителем народного единства и примирения и избегать любых действий, которые могут разоблачить и опозорить меня как личность и как борца.
Мой идеал — более свободная и сильная демократическая Греция, прогресс и процветание народа. И на службу своему идеалу я отдаю свое оружие и свою жизнь.
Если я когда-либо явлюсь присягнувшим и из дурных намерений нарушу свою клятву, пусть карающая рука моей родины, а также ненависть и презрение моего народа безжалостно падут на меня.
Оригинальный текст (греч.)Εγώ, παιδί του λαού της Ελλάδας και μαχητής του ΔΣΕ, ορκίζομαι να πολεμήσω με το όπλο στο χέρι, να χύσω το αίμα μου και να δώσω και την ίδια μου τη ζωή για να διώξω απ’ τα χώματα της πατρίδας μου και τον τελευταίο ξένο καταχτητή. Για να εξαφανίσω κάθε ίχνος φασισμού. Για να εξασφαλίσω και να υπερασπίσω την εθνική ανεξαρτησία και την εδαφική ακεραιότητα της πατρίδας μου. Για να εξασφαλίσω και να υπερασπίσω τη δημοκρατία, την τιμή, την εργασία, την περιουσία και την πρόοδο του λαού μου.

Ορκίζομαι να 'μαι καλός, γενναίος και πειθαρχικός στρατιώτης, να εχτελώ όλες τις διαταγές των ανωτέρων μου, να τηρώ όλες τις διατάξεις του κανονισμού και να κρατώ τα μυστικά του ΔΣΕ.
Ορκίζομαι να 'μαι υπόδειγμα καλής συμπεριφοράς προς το λαό, φορέας και εμψυχωτής στη λαϊκή ενότητα και συμφιλίωση και να αποφεύγω κάθε πράξη που θα με εκθέτει και θα με ατιμάζει, σαν άτομο και σαν μαχητή.
Ιδανικό μου έχω τη λεύτερη και ισχυρή δημοκρατική Ελλάδα και την πρόοδο και ευημερία του λαού. Και στην υπηρεσία του ιδανικού μου θέτω το όπλο μου και τη ζωή μου.

Αν ποτέ φανώ επίορκος και από κακή πρόθεση παραβώ τον όρκο μου ας πέσει πάνω μου αμείλικτο το τιμωρό χέρι της πατρίδας και το μίσος και η καταφρόνια του λαού μου.